# Â
Â bruges på flere sprog til at udtrykke en særlig udtale af bogstavet A, eller til at differentiere homofoner.

## Bornholmsk
På Bornholmsk er det en almindeligt forekommende lyd, der udtales nærmest som O'et i sOmmer.

## Fransk
På moderne fransk er accenten et ortografisk tegn, der blandt andet anvendes hvor et "s" er forsvundet fra sproget:
- latin: castellus > fransk château "slot"

## Portugisisk
Anvendes som ortografisk tegn.

## Rumænsk
Anvendes for lyden /ɨ/ i nogle ord som f.eks. i landets navn "România".

## Vietnamesisk
Anvendes for lyden /ɜ/.

## Walisisk
Cirkumfleks betegner en lang vokal.
| Sprog | Spire Denne artikel om sprog er en spire som bør udbygges. Du er velkommen til at hjælpe Wikipedia ved at udvide den. |